# Beppe Wolgers

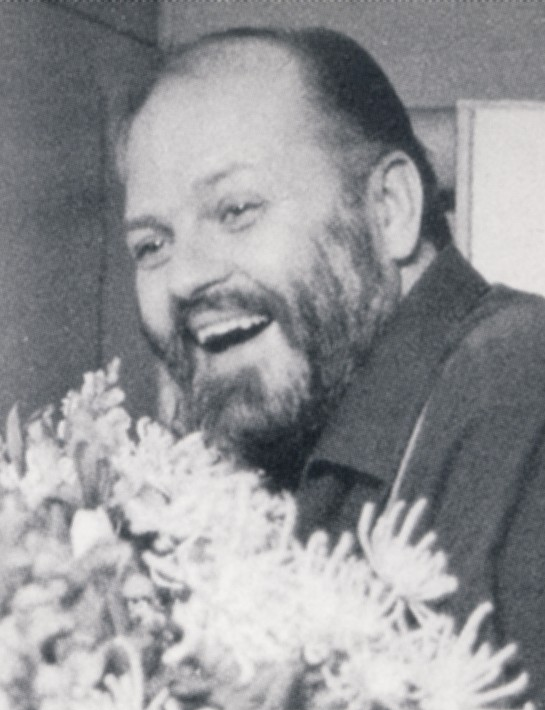
Beppe Wolgers (1968)

Beppe Wolgers, eigentlich John Bertil Wolgers, (* 10. November 1928 in Stockholm; † 6. August 1986 in Östersund, Jämtland) war ein schwedischer Schauspieler, Autor, Komponist und Regisseur.

## Leben
Wolgers war Sohn des Forstwirts John Wolgers und Gerda Wolgers, geborene Korsgren. Von 1947 bis 1948 besuchte er die Germantown Friends School in Philadelphia, USA, und von 1946 bis 1947 die Poppius journalistskola und Otte Skölds målarskola. Wolgers war Journalist beim Stockholms-Tidningen von 1960 bis 1961.
Beppe Wolgers wurde als Autor von Kinderbüchern bekannt und arbeitete als Texter und einflussreicher Komponist für Fernsehen und Theater. So überzeugte er Zarah Leander von der Mitwirkung an Stephen Sondheims Musical Das Lächeln einer Sommernacht von 1966 und schrieb dafür die Stücke I Remember, Liaisons und The Glamorous Life.
In Schweden schon lange ein Star, erlangte Wolgers schließlich durch seine Auftritte als bärtiger, gemütlicher Vater Efraim Langstrumpf in den beliebten Pippi-Langstrumpf-Verfilmungen nach Astrid Lindgren sowie als Vater in Dunderklumpen von Per Åhlin, für das er auch das Drehbuch schrieb, auch internationale Bekanntheit. In diesem Film, der mit seiner gelungenen Kombination von Spiel- und Trickfilm das Publikum begeisterte und zu dem Toots Thielemans die Musik beisteuerte, spielten auch seine Ehefrau Kerstin Dunér (* 1932) sowie Sohn Jens (* 1963) und Tochter Camilla (* 1965) mit.
Beppe Wolgers war zweimal verheiratet und hatte vier Kinder. Er starb am 6. August 1986 im Alter von 57 Jahren an einer von einem Magengeschwür verursachten Magenblutung. Seine zweite Ehefrau Kerstin Dunér eröffnete 1999 im mittelschwedischen Strömsund ein Beppe-Wolgers-Museum.
Synchronisiert wurde er von Herbert Weicker, der durch seine Synchronisation des Mr. Spock in der Fernsehserie Star Trek bekannt wurde.

## Filmografie (Auswahl)

### Pippi-Langstrumpf-Filme
- 1969: Pippi Langstrumpf
- 1969: Pippi geht von Bord
- 1970: Pippi in Taka-Tuka-Land
- 1970: Pippi außer Rand und Band

### Weitere Filme
- 1964: Svenska bilder
- 1967: Hugo und Josefin (Hugo och Josefin)
- 1969: Oss emellan
- 1970: Storia di una donna
- 1974: Der zauberhafte Spielzeugdieb (Dunderklumpen)
- 1980: Die Kinder von den blauen Bergen (Barna från Blåsjöfjället)